# Ломаная кривая спроса

Ломаная кривая спроса

Ломаная кривая спроса (англ. kinked demand) — кривая спроса, построенная на основе допущения, что фирмы в условиях олигополии присоединятся к решению одного из олигополистов о снижении цены, чтобы не потерять своей доли рынка, но не последуют его решению о повышении цены; таким образом, кривая спроса на продукцию отдельного олигополиста имеет излом в точке рыночной цены, так что кривая спроса на участке выше этой точки является более пологой (более эластичный спрос), чем на участке ниже этого спроса (менее эластичный спрос).

## История

Ломаная кривая спроса Ч. Хитча и Р. Холла

Идею ломаной кривой предложил в 1939 г. Пол Суизи и в этом же году подобная идея была высказана Р. Холлом и Ч. Хитчем.
Суизи считает, что конкуренты в условиях олигополии будут быстро выравнивать снижения цен и не следовать за повышением цены, то есть будет существовать излом при существующей цене P на кривой спроса, а на кривой предельной выручки будет иметь разрыв, длина которого пропорциональна разности между наклонами верхнего и нижнего сегментов кривой спроса в точке излома.
Излом исчезает при условии, когда снижение цены будет оставаться скрытым, или олигополист является ценовым лидером.
Сдвиги спроса не будут воздействовать на цену:
- увеличение спроса приводит кривую спроса к меньшей эластичности в её верхней части, так как конкуренты работают ближе к уровню номинальной мощности, и к большей эластичности в нижней.
- снижение спроса приводит к обратному, к увеличению эластичности верхней части и снижению эластичности нижней части[2].

Холл и Хитч находят, что рынок стремится к ценам, которые покрывают средние затраты, не думая о предельной выручке и предельных затратах. Принцип «полных затрат» выступает негласным сговором.
По мнению Холла и Хитча предприниматели устанавливают цену, покрывающую средние затраты при условном объеме производства. При увеличении или уменьшении спроса излом будет сдвигаться вправо/влево и оставлять цену неизменной.

## Модель ломаной кривой спроса

Модель ломаной кривой спроса

Ломаная кривая спроса относится к моделям некооперированной теории игр, объясняя лишь жесткость цен, но не само их установление.
На рисунке (а) у олигополиста имеется набор цены и выпуска A (P, q) и в случае снижения цены конкуренты, опасаясь сокращения своих продаж, также будут снижать цену, чем не позволят существенно увеличить объем продаж.
Если же увеличить цену, конкуренты не последуют примеру и сохранят свои цены на относительно более низком уровне и таким образом привлекут к себе часть покупателей. Линия спроса на участке AD круче, чем на участке dA, а значит в точке А кривая спроса имеет излом.
Уровень наклона кривой спроса определяется не только предпочтениями потребителей, но и реакцией конкурентов: в случае повышения олигополистом цены часть конкурентов последуют его примеру, а в случае снижения они сохранят свои цены на прежнем уровне, делая допущение, что олигополист и его конкуренты испытывает отвращение к риску.
Излом кривой спроса означает разрыв кривой предельной выручки в точке А объема выпуска q, а его длина равна BF: при снижении цены будет небольшой прирост выручки, а при её повышении выручка сокращение будет значительным.
Модель ломаной кривой спроса объясняет неизменность цен (жесткость цен) на олигопольном рынке при изменении уровня затрат и спроса.
При цене Р и выпуске q кривая предельных затрат МСо проходит на участке BF, где из-за роста/снижения цен ни оптимальный выпуск, ни оптимальная цена олигополиста не изменятся.
Увеличение спроса (на рисунке (б) это сдвиг кривой спроса из d1D1 в положение d2D2) происходит (со сдвигом кривой MR1 в положение МR2) так, что и разрыв смещается (с B1F1 к И2А2). В случае смещения кривой МС (из-за изменения цен на потребляемые ресурсы) она пересекает разрыв кривой предельной выручки, и таким образом, цена остается на прежнем уровне Р, а оптимальный выпуск увеличится с q1 до q2.
Вывернутая ломаная кривая спроса, где кривая спроса dA имеет более крутой наклон, чем участок AD, показывает, что конкуренты будут повышать цены при условии повышения цен олигополистом, но не будут стремиться снижать её в случае снижения цен олигополистом, например, в период инфляции. При вывернутой кривой спроса возможен ряд равновесных состояний: предельная выручка равна предельным затратам в точках E1 и E2 при выпуске q1 и q2.

## Негибкость цен

Вывернутая ломаная кривая спроса

Изменения цены могут быть редкими при олигополии, не основанных на тайном сговоре, то есть иметь характеристику негибкости или жесткости в цене:
- Ломанный график спроса дает олигополисту основание полагать, что любое изменение в цене приведет к худшему: значительное число потребителей фирмы покинут её, если она поднимет цену, а если она снизит цену, то продажи увеличатся очень умеренно.
- Ломаная кривая предельного дохода, которая сопутствует ломанной кривой спроса, означает, что значительные изменения издержек не будут воздействовать на объем производства и цену.

## Критика
Идея ломаной кривой спроса подверглась сильной критике со стороны Дж. Стиглера:
- Эмпирические данные не подтверждают ценовой практики олигополистов, которая бы указывала на существование излома, или на изменения ценовых котировок согласно данной концепции. Исследованные отрасли не подтверждают существование барьера для изменений цен, который увеличивают прибыль. Существование сговора, а также целого ряда тактических маневров, который был открыт теорией игр Неймана и Моргенштерна.
- Анализ не объясняет, почему текущая цена была PQ вначале. Ломанная кривая спроса объясняет негибкость цены, но не саму цену.
- Олигополистические цены не являются негибкими по направлению вверх, а на практике олигополистические производители поднимали свои цены часто и существенно.

В работе Э. Маскина и Ж. Тироля «Теория динамической олигополии», а также у В. Башкара в работе «Ломанная кривая спроса: теоретический подход» , и в работе Д.Сена «Пересмотр ломанной кривой спроса» теория игр и модели стратегического взаимодействия заменили требование излома в кривой спроса для объяснения ценового смещения и медленного регулирования цен.